# 彰化縣立芬園國民中學
彰化縣立芬園國民中學簡稱芬中或芬園國中，乃是一所位於彰化縣芬園鄉的國民中學，緊臨彰化縣芬園鄉芬園國民小學，也是芬園鄉境內唯一的國民中學。

## 校史沿革
1961年8月1日試辦芬園初級中學，同年12月14日正式成立，首任校長王鉞。1968年6月1日因實施九年國民義務教育，校名改為彰化縣立芬國國民中學。

## 知名校友
- 白鴻森：前彰化縣議會議長、第11至16屆議員。
- 林淑芬：立法院第8屆立法委員。